# Eufaula (Oklahoma)
Eufaula is een plaats (city) in de Amerikaanse staat Oklahoma, en valt bestuurlijk gezien onder McIntosh County.

## Demografie
Bij de volkstelling in 2000 werd het aantal inwoners vastgesteld op 2639.
In 2006 is het aantal inwoners door het United States Census Bureau geschat op 2779, een stijging van 140 (5.3%).

## Geografie
Volgens het United States Census Bureau beslaat de plaats een oppervlakte van
25,0 km², waarvan 17,2 km² land en 7,8 km² water.

## Plaatsen in de nabije omgeving
De onderstaande figuur toont nabijgelegen plaatsen in een straal van 20 km rond Eufaula.